# Аэропорт (Томпонский район)
Аэропо́рт (якут. Аэропорт) — село в Томпонском районе Республики Саха (Якутия) России. Входит в состав Теплоключевского наслега.

## География
Село находится в восточной части Якутии, в пределах Центральноякутской низменности, на правом берегу реки Восточная Хандыга, на расстоянии 75 км к востоку-северо-востоку (ENE) от посёлка Хандыга, административного центра района. Абсолютная высота — 282 м над уровнем моря. Через населённый пункт проходит федеральная автотрасса «Колыма».
Климат
Климат характеризуется как резко континентальный, с продолжительной морозной и малоснежной зимой. Абсолютный минимум температуры воздуха самого холодного месяца составляет −58 — −60 °C; абсолютный максимум самого тёплого месяца — 30 — 35 °C.
Часовой пояс
Село Аэропорт находится в часовой зоне МСК+6. Смещение применяемого времени относительно UTC составляет +9:00.

## Население
| 2002 | 2010 | 2021 |
| ---- | ---- | ---- |
| 243  | ↘199 | ↘96  |

Половой состав
По данным Всероссийской переписи населения 2010 года, в гендерной структуре населения мужчины составляли 50,8 %, женщины — соответственно 49,2 %.
Национальный состав
Согласно результатам переписи 2002 года, в национальной структуре населения русские составляли 82 % из 243 чел.

## Улицы
Уличная сеть села состоит из одной улицы (ул. Авиационная).